# No Surrender 2008
No Surrender 2008 è stata la quarta edizione del pay-per-view prodotto dalla Total Nonstop Action Wrestling (TNA). L'evento ha avuto luogo il 14 settembre 2008 presso il General Motors Centre di Oshawa in Ontario.
Questa edizione è stato il primo evento TNA realizzato fuori dagli Stati Uniti e vide il ritorno di Jeff Jarrett che da più di un anno era rimasto lontano dalle apparizioni televisive per causa della malattia (tumore al seno) della moglie Jill.

## Risultati
| # | Match | Stipulazioni                                                              | Durata |
| - | --- | ------------------------------------------------------------------------- | ------ |
| 1 | The Prince Justice Brotherhood (Curry Man, Shark Boy, ed Super Eric) hanno sconfitto The Rock 'n' Rave Infection (Christy Hemme, Jimmy Rave, e Lance Rock) | Six person intergender tag team match                                     | 07:35  |
| 2 | Awesome Kong (con Raisha Saeed) ha sconfitto ODB | Falls Count Anywhere match                                                | 10:23  |
| 3 | Abyss e Matt Morgan hanno sconfitto il Team 3D (Brother Devon e Brother Ray)                                                                               | Tag team match                                                            | 11:33  |
| 4 | Sheik Abdul Bashir ha sconfitto Petey Williams (c) (con Rhaka Khan) e Consequences Creed                                                                   | Three way match per il titolo TNA X Division Championship                 | 08:15  |
| 5 | Taylor Wilde (c) (con Rhino) ha sconfitto Angelina Love (con Velvet Sky e Cute Kip)                                                                        | Single match per il titolo TNA Women's Knockout Championship              | 06:22  |
| 6 | Sonjay Dutt ha sconfitto Jay Lethal | Ladder of Love match per SoCal Val                                        | 13:19  |
| 7 | Beer Money, Inc. (James Storm e Robert Roode) (c) (con Jacqueline) hanno sconfitto The Latin American Xchange (Hernandez e Homicide) (con Héctor Guerrero) | Tag team match per il titolo TNA World Tag Team Championship              | 08:42  |
| 8 | A.J. Styles vs. Frank Trigg termina in un no contest | Mixed Martial Arts match                                                  | 06:07  |
| 9 | Samoa Joe (c) ha sconfitto Christian Cage e Kurt Angle | Three way to Glory match per il titolo TNA World Heavyweight Championship | 15:27  |
|   | (c) = campione in carica al momento dell'inizio del match.                                                                                                 |                                                                           |        |